# Acacia purpurea
Acacia purpurea là một loài rau đậu thuộc họ Fabaceae.
Loài này chỉ có ở Mozambique.